# Wilfrid de Fonvielle

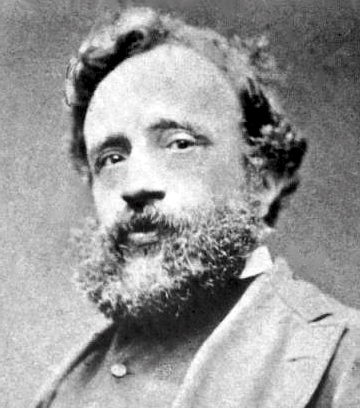
Wilfrid de Fonvielle

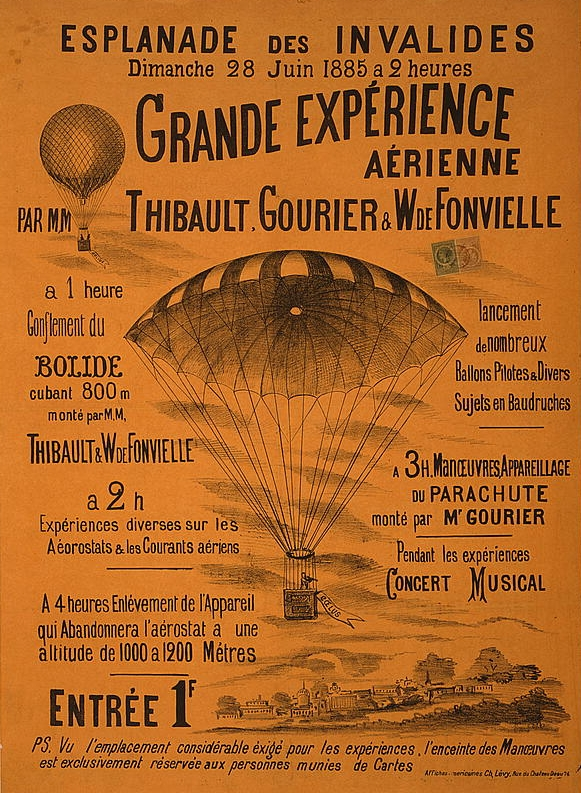
Castaz anunciando uma ascensão de Wilfrid de Fonvielle com outros aeronautas em Paris em 1885.

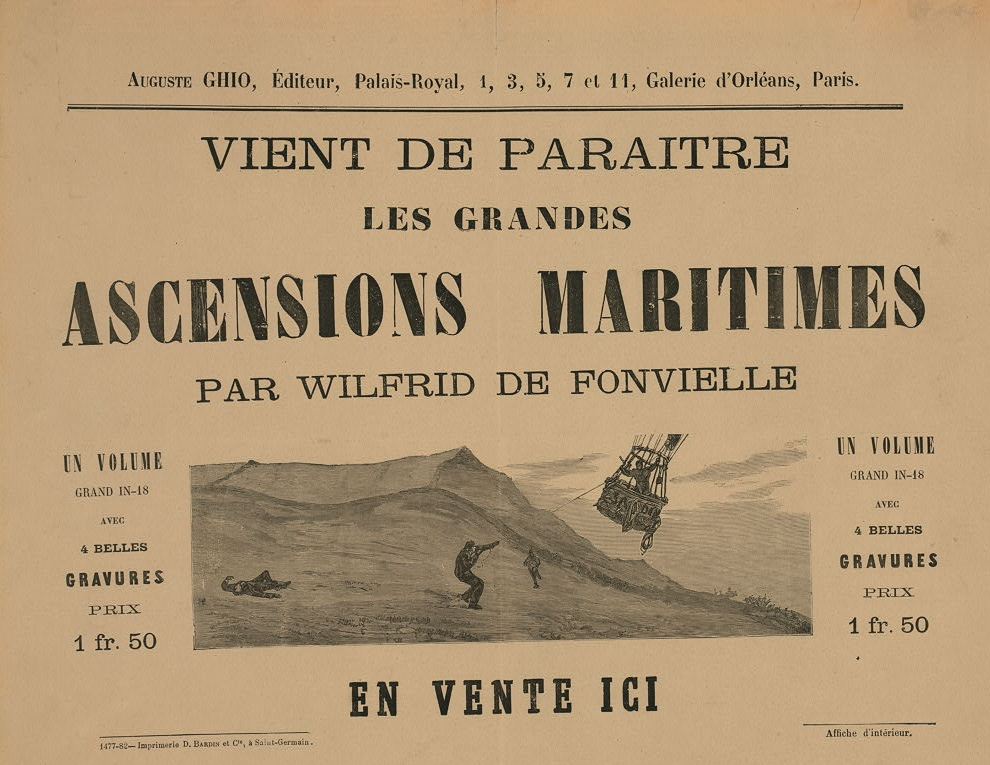
Publicidade para Les Grandes Ascensions maritimes, de Wilfrid de Fonvielle (1882).

Wilfrid de Fonvielle (Paris, 24 de julho de 1824 - 24 de abril de 1914) foi um jornalista, divulgador científico e aeronauta francês.
Foi autor de numerosos artigos para as revistas Revue Scientifique, La Nature, La Science illustrée e a revista científica ilustrada L'électricité.
Seus irmãos, Arthur (1830-1914) e Ulrich (1833-1911), fizeram jornalismo político.

## Publicações
- L'Homme fossile, étude de philosophie zoologique (1865)
- Les Merveilles du monde invisible (1865) Texte en ligne
- Éclairs et tonnerre (1866) Texte en ligne
- L'Astronomie moderne (1868)
- La Science en ballon (1869)
- Voyages aériens (1870)
- Les Ballons pendant le siège de Paris (1871)
- Paris en flammes, ou les Journées de mai 1871 (1871)
- La Terreur, ou la Commune de Paris en l'an 1871 dévoilée (1871)
- La Foire aux candidats ou Paris électoral en Juin 1871 (1871)
- Les Dernières Causeries de M. Rochefort, annotées, commentées et réfutées (1871)
- La Physique des miracles (1872)
- La Conquête de l'air : les débuts du voyage en zig-zag (1874)
- Le Mètre international définitif (1875)
- Aventures aériennes et expériences mémorables des grands aéronautes (1876)
- La Conquête du pôle Nord (1877)
- Le Glaçon du Polaris, aventures du capitaine Tyson, racontées d'après les publications américaines (1877)
- La Prévision du temps (1878)
- Néridah (2 volumes, 1879)
- Comment se font les miracles en dehors de l'Église (1879)
- Les Miracles devant la science (1880) Texte en ligne
- Les Grandes Ascensions maritimes. La traversée de la Manche (1882)
- La Pose du premier câble (1882)
- L'Espion aérien (1884). Réédité sous le titre Falempin ou l'Espion aérien, roman patriotique du siège de Paris
- Les Saltimbanques de la science, comment ils font des miracles (1884)
- Les Affamés du pôle Nord, récits de l'expédition du major Greely, d'après les journaux américains (1885)
- Le Monde des atomes (1885)
- Histoire de la lune (1886)
- Mort de faim, étude sur les nouveaux jeûneurs (1886)
- La Mesure du mètre, dangers et aventures des savants qui l'ont déterminée (1886)
- François Arago, la jeunesse d'un grand savant républicain (1886) Texte en ligne
- Les Endormeurs : la vérité sur les hypnotisants, les suggestionnistes, les magnétiseurs, les donatistes, les braïdistes, etc. (1887)
- Comment périssent les Républiques (1888) Texte en ligne
- La Catastrophe du ballon l'Arago, avec les portraits de Lhoste et Mangot (1888) Texte en ligne
- Le Pétrole (1888)
- Le Pôle sud (1889) Texte en ligne
- Les Navires célèbres (1890)
- Histoire des expéditions polaires (1892)
- Le Monde invisible (1898)
- Les Ballons-sondes de MM. Hermite et Besançon et les ascensions internationales (1898) Texte en ligne
- Aventures d'un Français au Klondyke (1900) Texte en ligne
- Dupuy de Lôme, ingénieur des constructions navales et aéronautiques (1816-1885) (1905)
- Histoire de la navigation aérienne (1907)
- Notre flotte aérienne (1908)
- Les Aéronautes français au Transvaal (3 volumes, s. d.)
- Manuel pratique de l'aéronaute (s. d.)